# Lothar de Maizière
Lothar de Maizière [də mɛˈzjɛʀ] (Nordhausen, 2 maart 1940) is een Duits politicus. 

## Loopbaan
De Maizière was vanaf 1956 lid van de (Oost-Duitse) CDUD. Van 1965 tot 1973 was hij muzikant in diverse orkesten. In 1985 werd hij lid van Associatie van Protestantse Kerken, waarvan hij later vicevoorzitter werd. In 1987 werd hij lid van de commissie Kerkzaken van de CDUD. In november 1989 (na de val van de muur) werd hij voorzitter van de CDUD. Onder zijn leiding trad de CDUD uit het Nationaal Front (een overkoepelende organisatie waarin enkele toegestane partijen onder leiding van de SED stonden).
Van november 1989 tot maart 1990 was hij voorzitter van de ministeriële commissie van Kerkzaken van de DDR. In maart 1990 werd hij in de Volkskammer (Oost-Duits parlement) gekozen. In april 1990 werd hij voorzitter van de ministerraad (premier) van de laatste Oost-Duitse regering en in augustus ook minister van Buitenlandse Zaken van Oost-Duitsland. Tijdens zijn korte bewind als premier (tot 3 oktober 1990) bewerkstelligde hij samen met de Oost-Duitse regering en de West-Duitse regering onder Helmut Kohl de Duitse hereniging. Op laatstgenoemde datum werd hij bondsminister voor bijzondere aangelegenheden in het kabinet-Kohl III. In november 1990 werd hij ook voorzitter van de (herenigde) CDU in de bondsstaat Brandenburg. 
In 1991 trad hij af nadat bekend was geworden dat hij onder de schuilnaam "Czerni" voor de Stasi had gewerkt als informant.
Otto Grotewohl · Willi Stoph · Horst Sindermann · Willi Stoph · Hans Modrow · Lothar de Maizière
Andreas Hermes · Jakob Kaiser/Ernst Lemmer · Otto Nuschke · August Bach · Gerald Götting · Wolfgang Heyl (a.i.) · Lothar de Maizière
- Bibsys: 90370965
- Bibliothèque nationale de France: cb124990810 (data)
- Gemeinsame Normdatei: 119020556
- International Standard Name Identifier: 0000 0001 2118 031X
- Library of Congress Control Number: n91084329
- Nationale Bibliotheek van Polen: a0000001673310
- Nederlandse Thesaurus van Auteursnamen: 081089562
- SNAC: w6sv577h
- Système universitaire de documentation: 03421089X
- Virtual International Authority File: 2576865
- WorldCat: E39PBJbtvGpX44786GfTrd7PwC